# Everything Remains as It Never Was
Everything Remains as It Never Was är det fjärde fullängdsalbumet från det schweiziska pagan/folk metal-bandet Eluveitie. Det gavs ut 2010 på skivbolaget Nuclear Blast.

## Låtlista
1. "Otherworld" - 1:57
2. "Everything Remains as It Never Was" - 4:25
3. "Thousandfold" - 3:20
4. "Nil" - 3:43
5. "The Essence of Ashes" - 3:59
6. "Isara" - 2:44
7. "Kingdom Come Undone" - 3:22
8. "Quoth the Raven" - 4:42
9. "(Do)minion" - 5:07
10. "Setlon" - 2:36
11. "Sempiternal Embers" - 4:52
12. "Lugd'non" - 4:01
13. "The Liminal Passage" - 2:15